# Junín-See
Der Junín-See (spanisch Lago Junín) oder Chinchaycocha (Quechua Chinchayqucha, „nördlicher See“ oder auch „Ozelot-See“) ist nach dem Titicacasee der zweitgrößte See im südamerikanischen Peru.

## Lage
Der Junín-See liegt 4082 m über dem Meeresspiegel in der Meseta von Bombón in den Regionen Junín und Pasco.

## Größe
Der Wasserspiegel des Sees schwankt zwischen feuchten und trockenen Jahren um bis zu 1,5–2 m. Die Größe des Sees ist abhängig von der Höhe des Wasserspiegels, der heute durch die Talsperre Upamayo am natürlichen Abfluss des Sees, dem Río Upamayo, reguliert wird. Der See hat ein maximales Gesamtvolumen von 556 Mio. m³ Wasser – davon können 441 Mio. m³ genutzt werden.

## Ökologie
Am 7. August 1974 wurde das Schutzgebiet Reserva Nacional de Junín gegründet, das den See (Fläche ca. 175 km²) und sein direktes Umland umfasst und eine Fläche von 530 km² hat.
Der See und die benachbarten Gebiete verfügen über eine außerordentliche Tier- und Pflanzenvielfalt mit in der Welt einzigartigen pflanzlichen Formationen. Säugetiere wie das Tschudi-Meerschweinchen (Cavia tschudii), Froschlurche wie Batrachophrynus macrostomus, Andenkärpflinge wie Orestias elegans und Orestias empyraeus, Vögel wie der Punataucher und Pflanzen wie das Totora-Schilf kommen hier vor. Die Unterart Rollandia rolland morresoni des Rollandtauchers brütet ausschließlich an diesem See.
Seit 1933 sind Flora und Fauna des Naturparks durch Rückstände aus den Minen der Region geschädigt worden, außerdem durch Abwässer aus den Städten Junín und Carhuamayo, die den natürlichen Eutrophierungsprozess des Feuchtgebietes seither beschleunigt haben.